# 河東町東長原
河東町東長原（かわひがしまち ひがしながはら）は、福島県会津若松市の大字である。郵便番号は969-3431。

## 地理
会津若松市北部の河東地区（旧河沼郡河東町域）に属する。東で河東町八田、南で河東町浅山、河東町南高野、西で河東町広野、北で耶麻郡磐梯町大谷とそれぞれ隣接する。概ね町村制施行以前の河沼郡東長原村の流れを汲む地域である。河東地区北東部に位置し、磐梯町との市町境をなす一級水系阿賀野川水系日橋川左岸流域の一部を主な範囲とする。南北に福島県道337号喜多方河東線が縦断し、北部を東西にJR磐越西線が横断し東長原駅が設置されている。南部の平地には水田が広がり、中央部の長谷地や北部の駅前にあたる空也原、一本木といった字に集落が所在する。西部には大正時代より日本化学会津工場（現在のレゾナック東長原事業所）が操業を行っており、会津地方で最も早く重工業が行われた地域の一つである。

### 主な字
字
- 家東甲
- 家前乙
- 家前甲
- 家森丙
- 一本木
- 打越丙

- 大畑乙
- 北平甲
- 空也原
- 草倉山
- 草倉山乙
- 草倉山甲

- 小松原丙
- 掃部屋敷丙
- 高塚西丙
- 建石乙
- 館ノ前乙
- 堤尻丙

- 長坂丙
- 西下り乙
- 長谷地
- 原田
- 東下り乙
- 東高野

- 二タ森西丙
- 道西
- 村北乙
- 村西乙
- 村前乙

## 歴史
- 1875年 - 原田新田、長谷地新田、東高野分が統合され東長原村が発足する。
- 1879年1月27日 - 東長原村が福島県内における郡区町村制の施行により河沼郡の村となる。
- 1889年4月1日 - 町村制の施行により東長原村が周辺7村と合併し日橋村が発足する。旧東長原村域は日橋村の大字となる。
- 1957年4月1日 - 日橋村が堂島村と合併して河東村が発足し、河東村の大字となる。
- 1978年4月1日 - 河東村が町制施行し、河東町の大字となる。
- 2005年11月1日 - 河東町が会津若松市に編入され、会津若松市の大字となる。

## 世帯数と人口
2024年1月1日現在の世帯数と人口は以下の通りである。
| 大字         | 世帯数  | 人口  |
| ------------ | ------- | ----- |
| 河東町東長原 | 194世帯 | 490人 |

## 小・中学校の学区
市立小・中学校に通う場合、学区は以下の通りとなる。
| 番地 | 小学校                       | 中学校                       |
| ---- | ---------------------------- | ---------------------------- |
| 全域 | 会津若松市立河東学園前期課程 | 会津若松市立河東学園後期課程 |

## 交通

### 鉄道
JR東日本
- 磐越西線
  - 東長原駅

### 道路
- 国道49号滝沢バイパス（南東端をかすめる）
- 福島県道337号喜多方河東線
  - 新橋

## 施設
- 市営河東球場
- 市営河東テニスコート
- 空也原公民館
- セブンイレブン 会津高塚団地前店
- 東京電力 日橋川発電所
- レゾナック 東長原事業所
- 諏訪神社